# Mutenyé

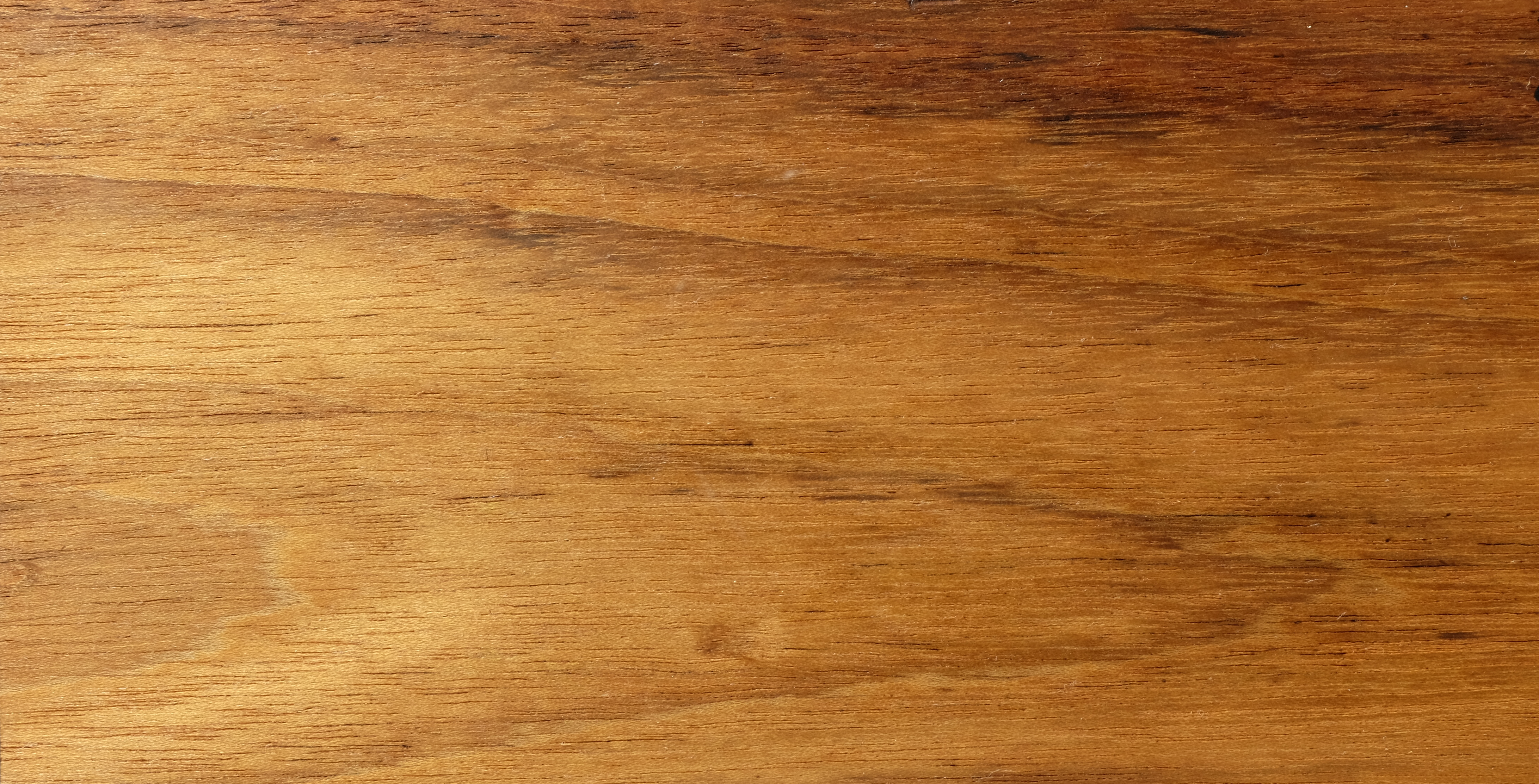

Mutenyé is een houtsoort afkomstig van Guibourtia arnoldiana (familie Leguminosae). De boom komt voor in Midden- en West-Afrika. Mutenyé in België komt vooral uit Congo-Brazzaville en minder uit de Democratische Republiek Congo.
Het hout is vooral rechtdradig en soms wat kruisdradig en er kan gominsluiting voorkomen. Het kernhout is geelbruin tot donkerbruin en het spinthout eerder geel- tot grijsachtig.
Het hout wordt gebruikt vooral voor binnenshuis bij vloeren, meubels, trappen, wand- en zolderingsbekleding. Daarnaast wordt het ook gebruikt voor randen van biljarttafels, blokfluiten en handvatten van messen en borstels. 